# Ricky Ullman
Raviv "Ricky" Ullman, född 24 januari 1986 i Eilat, Israel, är en amerikansk skådespelare. Han är mest känd från serien Phil of the Future.

## Filmografi
- 2009 - How to make Love to a Woman (som Scott Conners)
- 2009 - Spring Break '83 (som Billy')
- 2009 - The Trouble with Cali (som Lois)
- 2008 - Prom Wars (som Percy)
- 2007 - Normal Adolescent Behavior som (Price)
- 2006 - Driftwood (som David Forrester)
- 2001 - The Boys of Sunset Ridge
- 2000 – Growing Up Brady
- 1998 - Crossfire (som Aziz)

## Television
- 2008 - Rita Rocks (15 avsnitt, som Kip)
- 2008 - Phineas & Ferb (röst)
- 2008 - Middleman (1 avsnitt, som Derek)
- 2007 - Cold Case (1 avsnitt, som Phil DiPreta)
- 2006 - House
- 2006 - That Guy (som Logan)
- 2006 - Big Love
- 2005 - Kim Possible (röst som Eric)
- 2005 - That's So Raven (som Jake Haskell)
- 2005 - Searching for David's Heart (som Sam)
- 2004 - Law & Order: Special Victims Unit (som Danny Spencer)
- 2004 - Pixel Perfect (som Roscoe)
- 2004-2006 - Phil från framtiden (43 avsnitt, som Phil Diffy)
- 2003 - Law & Order: Criminal Intent
- 2002 The Guiding Light (som Jacky)
- 2000 - Growing Up Brady (som Chris Knight)